# القمة العالمية للتسويق
القمة العالمية للتسويق بالإنجليزية (WMS - World Marketing Summit) هي منظمة عالمية مستقلة يقع مقرها الرئيسي بمدينة تورنتو، كندا، لها رسالة سامية وهي «خلق عالم أفضل من خلال التسويق» بغرض التخفيف من حدة الفقر وتحسين الحالة الاقتصادية والاجتماعية للجميع بتحفيز القادة العالميين ورجال الأعمال والمدراء للمساهمة في خلق عالم خالِ من الفقر.
أسسها البروفيسور فيليب كوتلر في العام 2011، بهدف تحفيز العالم من خلال استراتيجيات التسويق الفاعلة والقادرة على المساهمة في تغيير السلوك البشري بما ينعكس ايجاباً على المجتمع والمعيشة للأجيال القادمة
تنظم القمة العالمية للتسويق WMS مؤتمراً عالمياً سنوياً بمشاركة خبراء وعلماء عالميين وشخصيات مؤثرة في مجال الإدارة والأعمال لمناقشة القضايا الأكثر الحاحاً التي يواجهها العالم، والمتعلقة بالتسويق والأعمال والاقتصاد والتي تنعكس بشكل مباشر على المجتمع والمعيشة للأجيال القادمة

## خلفية تاريخية[1]
في العام 2011 ومن كلية كيلوج للإدارة في جامعة نورث وسترن، أسس البروفيسور فيليب كوتلر وشركاؤه القمة العالمية للتسويق بسبب الوصول إلى «عالم أفضل من خلال التسويق»، وإحداث تغيير بشري كبير من خلال اشراك أفضل وأميز العقول بقطاعات الإدارة والأعمال والبحث العلمي، فكان ذلك حينذاك بمثابة فكرة عالمية جديدة.
وقد أسست القمة بمبادئ تسويقية رائدة، واستراتيجيات من شآنها المساهمة في تحقيق الأهداف الانمائية للألفية للأمم المتحدة (MDG)، تحديداً في الهدف الخاص بالحد من الفقر، وقد وضعت القمة العالمية للتسويق نموذج أعمال يعتمد العمل على تغيير السلوك البشري لضمان المساهمة في تحقيق تلك الأهداف الانمائية للألفية، وكذلك التركيز على احتياجات الناس الأساسية واحتياجات أصحاب العلاقة بما في ذلك العملاء.

### الرؤية
التزمت القمة العالمية للتسويق عند التأسيس بأن تعمل على تطوير أعمالها ونشر رؤيتها على نطاق واسع عالمياً وتحفيز الجميع حول العالم لتحقيق ذلك الالتزام «خلق عالم أفضل من خلال التخفيف من حدة الفقر ودعم كرامة الإنسان باستخدام مبادئ ونظريات ونماذج التسويق»، ولتحقيق تلك الرؤية السامية انتهجت القمة منهج الجمع بين الثقافة والقيم والفلسفة التسويقية لإحداث تغيير في السلوك البشري وأنماط الحياة[بحاجة لمصدر]

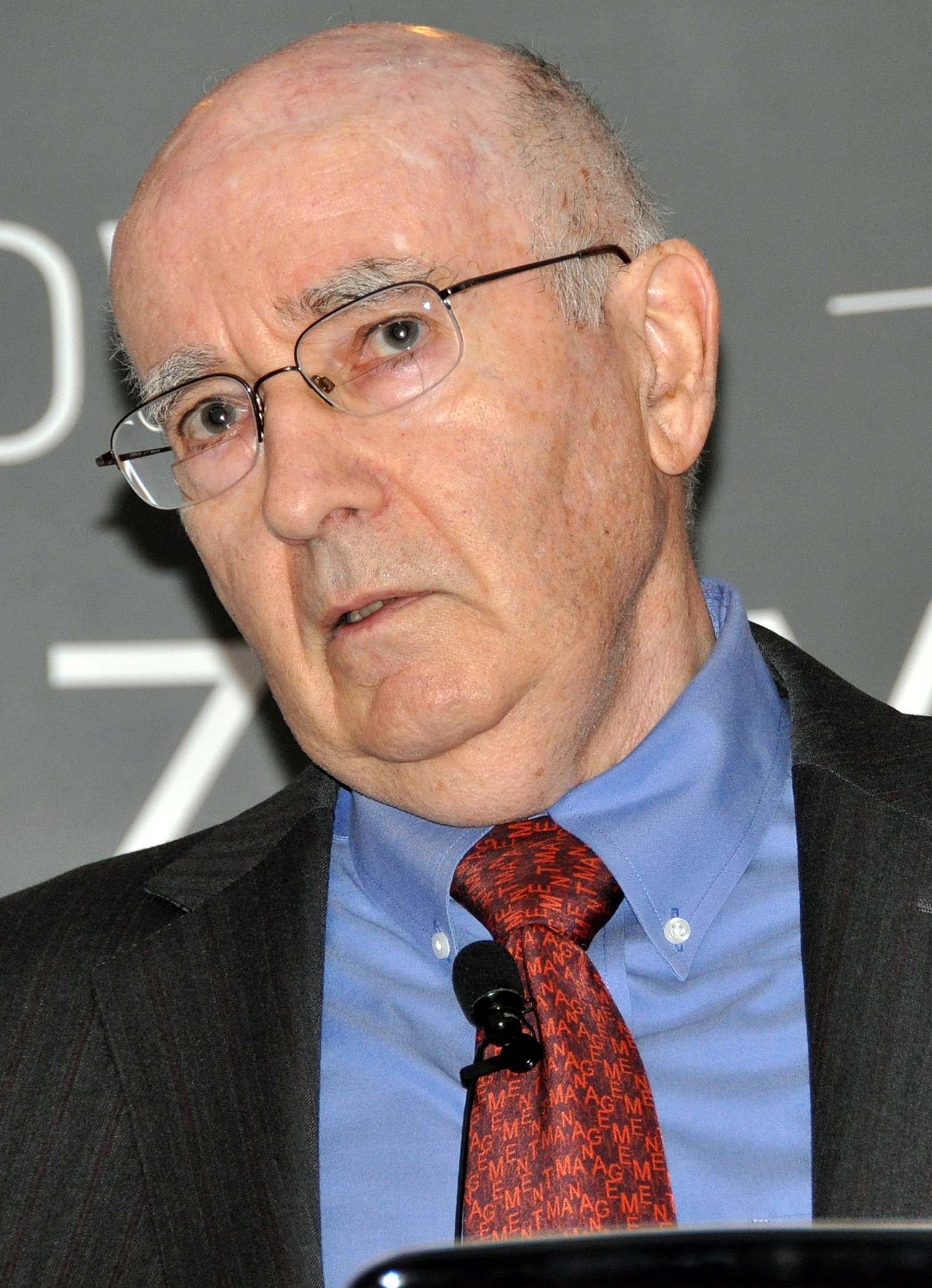
البروفيسور فيليب كوتلر

### فيليب كوتلر[بحاجة لمصدر]
(بالإنجليزية: Philip Kotler)‏: مواليد 27 مايو 1931 في شيكاغو، بروفيسور في التسويق الدولي من إي & جي جوهانسون وديتنغوشيد بمدرسة كيلوغز للإدارة بجامعة نورث وسترن في إلنوي، حصل على درجة الماجستير من جامعة شيكاغو والدكتوراه من معهد ماستشوتس للتقنية، وكان كلاهما في الاقتصاد بعد الدكتوراه درس علم الرياضيات في جامعة هارفارد والعلوم السلوكية في جامعة شيكاغو.
أختير من مجلة فاينانشال تايمز في عام 2001 كرابع أهم مفكر في مجال الإدارة، جاء ترتيبه بعد كل من: بيتر دراكر، بيل غيتس، جاك ولش. في عام 2008 إختارته مجلة وول ستريت كسادس أكثر المفكرين تأثيراً في مجال الأعمال.
أسس كوتلر القمة العالمية للتسويق في العام 2011 بهدف تحفيز الجميع لخلق عالم أفضل من خلال التسويق يعمل كمستشار لعدة شركات أمريكية كُبرى مثل آي.بي.إم، ميشلان، البنك الأمريكي، جينرال إلكتريك، موتورلا. استشاراته في مجال الاستراتيجيات التسويقية، التخطيط والتنظيم في إدراة التسويق، التسويق الدولي. يقوم كوتلر بإجراء حلقات نقاش ومحاضرات في مختلف دول العالم. يعد كتابه (إدارة التسويق) بطبعاته الإثنى عشر الكتاب الأساسي لتدريس التسويق في العديد جامعات العالم، كما ترجم إلي العديد من اللغات.
حول تعريفه للتسويق، يتبنى كوتلر وصف بيتر دراكر للتسويق، وهو أن التسويق لايمكن اعتباره وظيفة مستقلة في المنظمة (الشركة)، بل هو جزء من كل وظائفها... إنه رؤية منتجات المنظمة من وجهة نظر الزبون. ويعتبر كوتلر رائد التسويق الحديث

## تأثير كوتلر[3]
تأثير كوتلر (بالإنجليزية: Kotler Impact) هو مجتمع تفكير وابتكار تسويقي استراتيجي أنشأه البروفيسور فيليب كوتلر لتعبئة وتحفيز قادة الأعمال ورواد التسويق حول العالم وتوظيف جهودهم لبناء عالم أفضل وأكثر استدامة وفاعلية من خلال التسويق، ويعتمد كوتلر في تأثيره العالمي على أربعة محاور عمل مهمة وهي: (الاكتشاف، والقيادة، والتحسين، والتأقلم) إذ يرى كوتلر وشركاؤه حول العالم ضرورة أن تكتشف المنشآة نقاط القوة لديها لصياغة رسالتها التسويقية والتي تميزها عن المنافسين، ومن ثم قيادة العمل باستدامة وتحسين الصورة الذهنية حول العلامة التجارية وتعزيز الامكانات اللازمة للتعايش والتأقلم مع كل الفرص والتحديات المملكنة بأوقات الأزمات.

## مؤتمر القمة العالميةللتسويق[4]
ينظم البروفيسور فيليب كوتلر وشركاؤه فعاليات القمة العالمية للتسويق بشكل دوري منذ العام 2010، كـأضخم حدث عالمي يناقش موضوعات الأعمال والتسويق، وتجمع هذه القمة سنوياً أميز القادة والمسؤولين والخبراء والمفكرين من جميع أنحاء العالم لتبادل الأفكار الجديدة وتسليط الضوء على القضايا الأكثر أهمية والتي تؤثر بشكل مباشر على الاقتصاد والأعمال والمجتمع بما في ذلك البيئة والصحة.
وقد تم تنظيم القمة منذ تأسيسها بأكثر من 13 دولة حول العالم، فـأصبح قادة الأعمال والمسؤولين اليوم أكثر شغفاً بالاطلاع على أحدث المستجدات والأفكار الجديدة المتعلقة بالتسويق وتطوير الأعمال، لذلك فإن القمة العالمية للتسويق بهذه النسخة الافتراضية (eWMS) تساهم في تقديم حلول متكاملة ومباشرة حول تلبية تطلعات قطاع الأعمال في مواجهة التحديات ومعالجة الآثار العالمية نتيجة الظروف الحالية المعقدة؛ وذلك عبر مشاركة المعرفة وتدريب وتحفيز جميع المهتمين حول العالم.

### القمة العالمية الافتراضية للتسويق[5]
القمة العالمية الافتراضية للتسويق (بالإنجليزية: electronic World Marketing Summit) وتختصر (eWMS) والتي سيتم تنظيمها هذا العام بشكل الكتروني بسبب تداعيات فايروس كورونا المستجد (كوفيد-19)، وتنعقد تحت شعار (القيادة والاستدامة خلال وقت الأزمات) وتهدف القمة بشكل رئيسي إلى إبراز الدور الاستراتيجي للتسويق في ابتكار الحلول الفاعلة والمستدامة لإعادة تخطيط المستقبل وضمان تحقيق الاستدامة من أجل الأجيال القادمة؛ بجانب تعزيز التواصل بين القادة والمسؤولين العالميين لتبادل الخبرات لمواجهة التحديات العالمية لقطاع الأعمال بسبب الأزمات الحالية؛ وكذلك دعم وتحفيز القدرات حول طوير استراتيجيات التسويق واتخاذ القرارات المناسبة لتطوير الأعمال في ظل الظروف العادية وبأوقات الأزمات.
وستغطي eWMS جميع القارات بمشاركة الملايين من البشر حول العالم بدءًا من أوكلاند وانتهاءًا في لوس أنجلوس بما في ذلك دول الشرق الأوسط وشمال إفريقيا «الشرق الأوسط وشمال أفريقيا». وتعد القمة حدث اجتماعي عالمي لكل قادة الأعمال والتسويق في جميع أنحاء العالم بقيادة والد أستاذ التسويق فيليب كوتلر حول كيفية تخطيط أعمالهم واستراتيجيات التسويق خلال الأوقات الحرجة
وقد حققت القمة العالمية للتسويق بسبب بثها الكترونياً هذا العام انتشاراً كبيراً مما ينعكس مباشرة في المساهمة الفاعلة في تحقيق هدفها السامي (خلق عالم أفضل من خلال التسويق) إذ توسع انتشارها وصولاً لمنطقة الشرق الأوسط وشمال أفريقيا عبر الشريك الاستراتيجي مجموعة حلول الأعمال فبالوقت الحالي وبسبب ظروف جائحة فيروس كورونا المستجد (كوفيد – 19) فإنه يتحتم على الجميع أن يصنعون الفرص ويعيدون تخيل مستقبلهم المشرق المستدام الذي لطالما طمحوا للوصول اليه؛ وهذا ما يثير العديد من التساؤلات المهمة حول ماهية الفكر الذي يجب أن تتبناه المجتمعات؟ وما الذي تحتاج فعله؟ وما هي الاستراتيجيات والتوجهات المناسبة التي تلائم منشآتهم وأعمالهم لتجاوز تلك الظروف الحرجة؟! كل ذلك يبرر انعقاد القمة المهمة للغاية للاطلاع على كافة المقترحات والحلول الملائمة والمناسبة وتبادل الأفكار المبتكرة للإجابة على كل هذه التساؤلات.
فبعد النجاح الكبير للقمة العالمية للتسويق خلال العشر سنوات الماضية، تنعقد هذا العام بنسختها الافتراضية لمدة 48 ساعة متواصلة خلال يومي 6 و7 نوفمبر 2020، بمشاركة أكثر من مائة متحدث من القادة والخبراء العالميين في مجال التسويق والإدارة بقيادة عراب التسويق البروفيسور فيليب كوتلر، وذلك لطرح الأفكار والحلول الاستراتيجية لمواجهة التحديات العالمية التي يواجهها قطاع الأعمال في ظل الأزمات الحالية وسيتم بث القمة بأكثر من أربعون دولة وبحضور ومشاركة مئات الآلاف حول العالم من المسؤولين والمدراء والمهنيين والخبراء ورجال الأعمال وكذلك الأكاديميين والطلاب من كافة قطاعات المجتمع.
ويرى البروفيسور فيليب كوتلر بأنه وفي الوقت الحالي تحديداً أصبح المستهلك هو المكون الرئيسي لأي سوق في العالم؛ إذ تتطور رغباته وتفضيلاته يوماً بعد يوم بشكل سريع، أي أصبحنا اليوم نتصل ونتعامل مع مستهلك مطلع تماماً على الخيارات والبدائل المتاحة أمامه، وقادر على تقييم تلك البدائل من المنتجات والخدمات، وليس فحسب بل بات قادراً على تقييم الشركات والعلامات التجارية المتاحة أمامه؛ وتُظِهر تطبيقات الأجهزة المحمولة وتلك الأجهزة المتصلة بإنترنت الأشياء، وكذلك البيانات الضخمة ملاحظات حول سلوك المستهلك وتفضيلاته التي تتغير وتتطور باستمرار، لذا فإنه يتحتم علينا أن نتعامل مع تلك التغيرات بشكل دقيق وسريع من أجل الوصول إلى خطط تجارية أكثر كفاءة وفاعليه؛ ولا يتوقف العمل على ذلك فحسب! بل من الضروري جداً اتصال العلامة التجارية بالمجتمعات أكثر من حيث المسؤولية الاجتماعية. بالإضافة إلى ذلك؛ فإن جميع الصناعات والشركات اليوم في حالة عدم يقين وتأكد من التوقعات المستقبلية، بسبب جائحة فيروس كورونا المستجد «كوفيد – 19»، إذ تواجه تلك المنشآت بشكل عام قرارات شديدة التعقيد فيما يتعلق مثلاً: بالتوظيف، والاجتماعات، والفعاليات، والتدفقات النقدية؛ وذلك بسبب الصدمات التي تعرضت لها جراء تلك الجائحة والتي جعلتها تفكر بشكل كلي حالياً في تفادي الخروج من السوق وإدارة المشكلات المالية، ثم النهوض مرة أخرى من خلال التخطيط لبناء استراتيجيات تسويقية جديدة، أو ابتكار منتجات جديدة، أو بناء شراكات وتحالفات إستراتيجية، أو الاستحواذ على منشآت أخرى أو الاندماج معها.
1. 1 2  "About Us – World Marketing Summit Group" (بالإنجليزية الأمريكية). Archived from the original on 2020-08-27. Retrieved 2020-08-27.
2. ↑  "WMS 2020 – World Marketing Summit Group" (بالإنجليزية الأمريكية). Archived from the original on 2020-08-27. Retrieved 2020-08-27.
3. 1 2  "Home". Kotler Impact (بالإنجليزية الأمريكية). Archived from the original on 2020-05-31. Retrieved 2020-09-10.
4. 1 2  "eWMS – World Marketing Summit Group" (بالإنجليزية الأمريكية). Archived from the original on 2020-09-10. Retrieved 2020-09-10.
5. ↑  "EWMS – BUSINESS SOLUTIONS GROUP" (بالإنجليزية الأمريكية). Archived from the original on 2020-09-10. Retrieved 2020-09-10.
6. ↑  "BUSINESS SOLUTIONS GROUP" (بالإنجليزية الأمريكية). Archived from the original on 2020-09-10. Retrieved 2020-09-10.
7. ↑  "electronic world marketing summit mena – BUSINESS SOLUTIONS GROUP" (بالإنجليزية الأمريكية). Archived from the original on 2020-09-10. Retrieved 2020-09-10.